# Квон, Саманта
Сама́нта Квон (род. 2 сентября 1975, Ванкувер, Британская Колумбия, Канада) — канадский продюсер независимого кино и актриса. Наиболее известна как продюсер фильмов «Красная ракета» (2021) и «Анора» (2024), режиссёром которых выступил её муж Шон Бейкер. За продюсирование последнего Квон была удостоена премии «Оскар» за лучший фильм.

## Ранние годы и образование
Саманта Квон родилась 2 сентября 1975 года в Ванкувере. Когда она была маленькой, её отец владел китайским рестораном.
В 1998 году Квон окончила Университет Британской Колумбии, получив степень бакалавра искусств по специальности «Театральное искусство». В 2001 году получила степень магистра изящных искусств в Школе искусств Тиш при Нью-Йоркском университете.

## Карьера
Квон исполнила несколько второстепенных ролей в различных телесериалах. Получила признание за свою театральную роль Хуонг в постановке «Бедные реднеки Йеллы» Куи Нгуена. Сыграла значительную роль в организации трёхнедельных занятий по актёрскому мастерству для Бриа Винайте, не имевшей актёрского опыта, перед съёмками в фильме «Проект „Флорида“». Квон всё время присутствовала на съёмочной площадке, а по завершении съёмочного дня работала с Винайте. Игра последней в конечном счёте была признана «прорывной», за что та получила несколько номинаций на различные кинопремии.
На пресс-конференции на 77-м Каннском кинофестивале Майки Мэдисон рассказала, что Бейкер и Квон во время работы над «Анорой» демонстрировали актёрам разные сексуальные позы, чтобы донести до них, чего они хотят. После этого в СМИ разразились споры об актуальности и важности координаторов интимных сцен в кино.

## Личная жизнь
Замужем за режиссёром Шоном Бейкером и является продюсером нескольких его фильмов.

## Фильмография

### В качестве продюсера
| Год  | Русское название | Оригинальное название | Режиссёр   | Примечания               |
| ---- | ---------------- | --------------------- | ---------- | ------------------------ |
| 2017 | Проект «Флорида» | The Florida Project   | Шон Бейкер | ассоциированный продюсер |
| 2021 | Красная ракета   | Red Rocket            | Шон Бейкер |                          |
| 2024 | Анора            | Anora                 | Шон Бейкер |                          |

### В качестве актрисы
| Год       | Русское название                    | Оригинальное название        | Роль               | Примечания |
| --------- | ----------------------------------- | ---------------------------- | ------------------ | ---------- |
| 1997      | На волне успеха                     | Breaker High                 | прекрасная девушка | 1 эпизод   |
| 2003      | Как отделаться от парня за 10 дней  | How to Lose a Guy in 10 Days | Лори               |            |
| 2004      | C.S.I.: Место преступления Нью-Йорк | CSI: NY                      | Джоанн Чо          | 1 эпизод   |
| 2008      | C.S.I.: Место преступления Майами   | CSI: Miami                   | Джейн Бартлетт     | 4 эпизода  |
| 2008      | Доктор Хаус                         | House, M.D.                  | Николь             | 1 эпизод   |
| 2010      | Морская полиция: Лос-Анджелес       | NCIS: Los Angeles            | Диана Винсент      | 1 эпизод   |
| 2010      | Касл                                | Castle                       | Кэтлин Парк        | 1 эпизод   |
| 2013      | Менталист                           | The Mentalist                | Меган Паркер       | 1 эпизод   |
| 2016—2018 | Элементарно                         | Elementary                   | Лин Вэнь           | 5 эпизодов |
| 2020      | Домой до темноты                    | Home Before Dark             | Винни Уизерспун    | 3 эпизода  |

## Награды и номинации
В 2025 году Квон получила премию Гильдии продюсеров США за продюсирование «Аноры» вместе с Бейкером и Алексом Коко. Позже все трое получили премию «Оскар» за лучший фильм. Квон, Бейкер и Коко также были номинированы на премию BAFTA за лучший фильм. Помимо этого, Квон получила премию «Праздник кино и телевидения» в номинации «Приз продюсеру» за свою работу над фильмом «Анора».